# مايك هولتز
مايك هولتز (بالإنجليزية: Mike Holtz) هو لاعب كرة قاعدة أمريكي، ولد في 10 أكتوبر 1972 في مقاطعة أرلنغتون في الولايات المتحدة.

## وصلات خارجية
- مايك هولتز على موقع الدوري الياباني لكرة القاعدة (الإنجليزية)
- مايك هولتز على موقعبيزبول رفرنس.كوم (الدوري الرئيسي) (الإنجليزية)
- مايك هولتز على موقعبيزبول رفرنس.كوم (الدوري الثانوي) (الإنجليزية)
- مايك هولتز على موقع مشجعي الرسوم البيانية (الإنجليزية)